# Tubular Bells 2009
Tubular Bells 2009 è un album in studio di Mike Oldfield pubblicato nel 2009 in formato CD e DVD-Audio. Si tratta di una riedizione di Tubular Bells, pubblicata per celebrare i 35 anni della sua opera prima.

## Descrizione
Mike Oldfield non è mai stato propriamente soddisfatto del risultato finale del disco originale, tanto è vero che negli anni Tubular Bells ha goduto di varie ristampe e/o riedizioni, tra le quali si ricordano la versione in quadrifonia del 1976 contenuta in Boxed e il riarrangiamento Tubular Bells 2003 del 2003.
Alla scadenza del contratto con la Virgin Records, Mike Oldfield è entrato in possesso dei master originali dell'album, cosicché dal suo buen retiro alle Bahamas ha digitalizzato tutte le tracce audio rimontando completamente l'opera, recuperando sonorità che le sovrancisioni analogiche del passato tendevano a rendere in qualche modo confuse. Ha inoltre realizzato un missaggio in audio Dolby Digital multicanale.
L'album è stato pubblicato in varie edizioni: in singolo CD; in doppio CD contenente Tubolar Bells 2009 e The Best Of; in versione in tre dischi contenenti Deluxe Edition, Tubular Bells Original Version e DVD-Audio; in cofanetto contenente Super Deluxe Edition, Tubular Bells Original Version, DVD-Audio, libro, LP e materiale promozionale; quest'ultima è stata offerta anche in edizione limitata a 500 copie autografate dall'artista.

## Tracce

### CD
1. Tubular Bells (Part One)
2. Tubular Bells (Part Two)
3. Mike Oldfield's Single
4. Sailor's Hornpipe with Viv Stanshall

### DVD-Audio
1. Tubular Bells (Part One)
2. Tubular Bells (Part Two)
3. Mike Oldfield's Single
4. Sailor's Hornpipe with Viv Stanshall
5. Tubular Bells (Part One) Live at "2nd House" (programma televisivo della BBC)